# Breitenauriegel
Der Breitenauriegel (umgangssprachlich auch Breitenauer Riegel genannt) ist ein Berg im niederbayrischen Landkreis Deggendorf.
Der Berg ist 1116 m ü. NHN hoch und erhebt sich im Kamm des Vorderen Bayerischen Waldes nahe Bischofsmais und den Nachbarbergen Geißkopf und Dreitannenriegel.
Am höchsten Punkt befindet sich ein Gipfelfelsen mit Gipfelkreuz aus Metal und Ausblick nach Nordwesten in Richtung Gotteszell. Nördlich des Breitenauriegels in Richtung Geißkopf erstreckt sich die Hochebene Oberbreitenau. Es führen verschiedene Wanderwege von Habischried, Bischofsmais, Rusel und Rohrmünz, darunter der Main-Donau-Weg mit der Ostlinie, auf den Gipfel. Etwa 750 Meter südöstlich vom Gipfel steht eine Diensthütte der Bergwacht Deggendorf.
Der Gipfel und ein großer Anteil der Hangflächen gehören zum FFH-Gebiet Deggendorfer Vorwald.